# Koji Ono
Koji Ono –en japonés, 小野 幸司, Ono Koji– es un deportista japonés que compitió en judo. Ganó una medalla de plata en los Juegos Asiáticos de 1986, en la categoría de –60 kg.

## Palmarés internacional
| Juegos Asiáticos | Juegos Asiáticos     | Juegos Asiáticos | Juegos Asiáticos |
| Año              | Lugar                | Medalla          | Categoría        |
| ---------------- | -------------------- | ---------------- | ---------------- |
| 1986             | Seúl (Corea del Sur) | Medalla de plata | –60 kg           |